# Алексис Клод Клеро
Алексѝ Клод Клеро̀ (на френски: Alexis Claude Clairaut) е френски математик и мислител.
Алекси Клеро се ражда в Париж като второ дете в многодетното семейство на Жан-Батист Клеро, преподавател по математика, и Катрин Пети.
Като малък го считали за дете-чудо. На 10 години с лекота четял трудовете на Лопитал „Аналитичен трактат на коничните сечения“ и „Анализ на безкрайно малките“, а на 12 написал труд върху кривите от четвърта степен. До 18-ата си година пише знаменитите си „Изследвания на кривите с двойна кривина“ и много статии по диференциална и аналитична геометрия. Със специално разрешение от краля на Франция на 14 юли 1731 година 18-годишният Клеро е избран за член (адюнкт) на Френската академия на науките – безпрецедентен случай в историята на Академията.
В книгата си „Теория за фигурата на Земята, извлечена от принципите на хидростатиката“ Клеро формулира основните теореми на висшата математика, така наречените теореми на Клеро.
През 1751 г. с книгата си „Теория на Луната, изведена от единствения принцип за привличането“ взема награда от конкурс, обявен от Петербургската академия на науките. Осем години по-късно провежда изследвания върху Халеевата комета.
Клеро оставя трайни следи в геометрията и механиката. Изгражда теорията на криволинейните интеграли. Също така въвежда понятията за пълна диференциална функция на няколко променливи, общо решение и особени решения на диференциални уравнения. Един вид диференциални уравнения носят дори неговото име. Учебниците му „Начала на алгебрата“ и „Елементи на геометрията“ са едни от най-добрите за времето си.